# Roland Barthes
Roland Barthes (Cherbourg, 1915. november 12. – Párizs, 1980. március 26.) francia kritikus, irodalom- és társadalomelméleti gondolkodó és filozófus.

## Életpályája
Roland Barthes Normandiában született Louis Barthes tengerésztiszt fiaként. Apját még Roland egyéves kora előtt megölték egy északi-tengeri csatában. Anyja, Henriette Barthes, nagynénje és nagyanyja nevelték a francia Bayonne városában, ahol a nagyon tehetséges nagynénje zongorázni tanította. Kilencéves volt mikor anyjával Párizsba költöztek és Roland már ott érett férfivé (jóllehet egész életében szorosan fog kötődni a vidékhez).
Barthes ígéretes diáknak mutatkozott és az 1935-től 1939-ig tartó időszakot a Sorbonne padjában töltötte, hogy bölcsész diplomát szerezzen. Egészségi állapota is rossz volt ez időben, gümőkórja miatt gyakran szorult szanatóriumi kezelésre. Az ismétlődő egészségi problémái az egyetemi tanulmányait nagyon megnehezítették, elvéve előle akár a vizsgázás lehetőségét is. Azonban betegsége meg is mentette őt a második világháború során a katonai szolgálatoktól. A főbb egyetemekről kirekesztették újszerű nézetei miatt, így sokat kellett utaznia, hogy egy-egy tanári állásra szert tehessen. Barthes későbbi karrierje során többször kinyilatkoztatta a legfontosabb diplomákat adó egyetemekről alkotott negatív véleményét.
Élete 1939-től 1948-ig nagyrészt első írásai megjelentetésével, egy orvosi egyetemre való előkészítő tanfolyamon való részvétellel és a betegségével való küzdelemmel telt. 1948-ban visszatért az akadémiai munkához, amivel számos rövidtávú megbízást kapott kisebb intézetektől Franciaországban, Romániában és Egyiptomban. Ezen idő alatt közreműködött a párizsi Combat nevű baloldali lapnál, amelyből végül megszületett első teljes munkája Le Degré zéro de l'écriture (Az írás nulla foka) címmel. 1952-ben Barthes szociológiát és lexikológiát tanult a híres francia Nemzeti Tudományos Kutatóközpontban (Centre national de la recherche scientifique, röv. CNRS). Ez alatt a hétéves időszak alatt kezdett írni fejezeteket a Les Lettres Nouvelles című sorozatához, amely hatástalanította a populáris kultúra mítoszát (amelyeket a Mythologies című gyűjteményében írt 1957-ben).
Barthes az 1960-as évek elejét a szemiotika és a strukturalizmus területeinek felkutatásával töltötte, több egyetemi tanszéken is megfordult, és folytatta a teljes terjedelmű tanulmányok írását. Újszerű, szokatlan gondolkodása konfliktushoz vezetett egy másik francia gondolkodóval, Raymond Picard-ral, aki támadta az Új kriticizmust, amiért az túl homályos és nem becsüli meg a kultúra irodalmi gyökereit. A Critique de la raison pure-ben azzal vádolta az elöregedett, burzsoá kritikát, hogy az nem törődik a nyelv finomabb részleteivel és nem ismeri fel az olyan kihívó, új elméletek fontosságát, mint a marxizmus.
Az 1960-as évek végére Barthes nagy elismerésre tett szert. Utazgatott Japánban és Amerikában, előadást tartott a Johns Hopkins Egyetemen, és megalkotta leghíresebb művét, az 1968-as La mort de l’auteur (A szerző halála) című esszéjét, amely a strukturalista gondolkodás hanyatlásával foglalkozik. Barthes továbbra is közreműködött a Tel Quel nevű avantgarde irodalmi magazinban, amely saját írásaiéval megegyező témakörökkel foglalkozott. Az 1970-es években Barthes folytatta irodalmi kriticizmusának tovább fejlesztését.
1977-ben tiszteletbeli pozícióba került a Collège de France szemiológiai tanszékén. Ebben az évben hunyt el édesanyja is; ez szörnyű csapásként érte Barthes-ot. Utolsó nagyszerű műve a Camera Lucida volt. Ez a szöveg – mely meditálás anyja egy fényképe fölött – egyszerre a fénykép kapcsán bemutatott kommunikációelmélet és az anyja halála miatti fájdalom leírása. Roland Barthes kevesebb, mint három évvel anyja halála után hunyt el. 1980. február 25-én egy François Mitterrand által rendezett ebéd után (akit egy évvel később választottak Franciaország államfőjének), sétálva hazafelé Párizs egyik utcáján Barthes-ot elütötte egy mosodás kocsi. Egy hónappal később, március 26-án, belehalt sérüléseibe.
Bár sohasem vállalta fel, Barthes egész életében saját neméhez vonzódott. Barthes szexualitása 1987-ben posztumusz kiadásban megjelent önéletrajzi munkájával került az irodalmi érdeklődés középpontjába. Azóta több olyan értekezés jelent meg, amelynek témája, miképp üt át Barthes elnyomott szexualitása irodalomelméleti szövegein.

## Magyarul megjelent művei
- Válogatott írások; válogatás, utószó Kelemen János, fordító: Fodor István, Miklós Pál, Réz Pál, Szántó Judit; Európa, Budapest, 1976 (Modern könyvtár) ISBN 963-07-0621-0
- Mitológiák; válogatás, fordító: Ádám Péter; Európa, Budapest, 1983 (Mérleg) ISBN 963-07-3052-9
- Világoskamra. Jegyzetek a fotográfiáról; fordító: Ferch Magda; Európa, Bp, 1985 (Mérleg)
- A szöveg öröme. Irodalomelméleti írások; fordító: Babarczy Eszter, Mihancsik Zsófia, Romhányi Török Gábor, Kovács Sándor; Osiris, Budapest, 1996 (Osiris könyvtár. Irodalomelmélet) ISBN 963-379-201-0
- Beszédtöredékek a szerelemről; fordító: Albert Sándor; Atlantisz Könyvkiadó, Budapest, 1997 (Veszedelmes viszonyok), ISBN 9637978828
  - (Egy szerelemnyelv töredékei címen is)
- Roland Barthes; fordító: Mahler Zoltán; Osiris, Budapest, 1997 (Horror metaphysicae)
- S/Z; fordító: Mahler Zoltán; Osiris, Budapest, 1997 (Horror metaphysicae)
- A divat mint rendszer; fordító: Mihancsik Zsófia; Helikon, Budapest, 1999 (Helikon universitas. Szemiotika) ISBN 9632085531
- Sade, Fourier, Loyola; fordító: Ádám Péter, Romhányi Török Gábor; Osiris, Budapest, 2001 (Osiris zsebkönyvtár)
- Fejezetek a francia irodalomelmélet történetéből. Barthes, Brunel, Genette, Poulet, Ricoeur; vál., szerk. Szávai Dorottya, ford. Ádám Anikó et al.; Kijárat, Budapest, 2007 (Spatium)
- Gyásznapló. 1977. október 26–1979. szeptember 15.; összeáll., jegyz. Nathalie Léger, fordító: Szabó Marcell, Kijárat, Budapest, 2012 (Fragmentum)
- Roland Barthes-ról; fordító: Darida Veronika; Typotex, Budapest, 2016
- Egy szerelemnyelv töredékei; fordító: Albert Sándor; Atlantisz Könyvkiadó, Budapest, 2016 (Veszedelmes viszonyok), ISBN 9789639777415
  - (Beszédtöredékek a szerelemről címen is)
- Világoskamra. Jegyzet a fotográfiáról; ford. Marsó Paula; Magyar Fotográfiai Múzeum–Kijárat, Budapest–Kecskemét, 2024